# Park As-Sabil w Aleppo
Park As-Sabil nazywany także Parkiem Publicznym – główny park w Aleppo. Znajduje się w centrum miasta, przepływa przez niego rzeka Kuwajk. Założony został w 1949 r. na skutek starań lokalnej społeczności i władz miejskich.